# Terry Gale (Leichtathlet)
Terry Gale (eigentlich Terence Gale; * 14. September 1938) ist ein ehemaliger australischer Sprinter.
Bei den British Empire and Commonwealth Games 1958 in Cardiff gewann er Bronze mit der australischen 4-mal-110-Yards-Stafette und erreichte über 100 Yards und 220 Yards das Viertelfinale.
Im selben Jahr wurde er Australischer Meister über 220 Yards.